# Āne
Āne är en ort i Lettland.   Den ligger i kommunen Ozolnieku novads, i den centrala delen av landet, 40 km sydväst om huvudstaden Riga. Āne ligger 5 meter över havet och antalet invånare är 1 780.
Terrängen runt Āne är mycket platt. Runt Āne är det ganska glesbefolkat, med 26 invånare per kvadratkilometer. Närmaste större samhälle är Jelgava, 6,2 km väster om Āne. Trakten runt Āne består till största delen av jordbruksmark.